# Uvaria thomasii
Uvaria thomasii este o specie de plante angiosperme din genul Uvaria, familia Annonaceae, descrisă de Thomas Archibald Sprague și John Hutchinson. Conform Catalogue of Life specia Uvaria thomasii nu are subspecii cunoscute.